# KAOS GL
KAOS GL (türkisch Kaos Gey ve Lezbiyen Kültürel Araştırmalar ve Dayanışma Derneği) ist eine Organisation für LGBT-Rechte in der Türkei. Sie wurde im September 1994 gegründet und gehört zu den größten LGBT-Organisationen in der Türkei. 2005 war KAOS GL die erste LGBT-Organisation, der es gelang, in der Türkei offiziell als Vereinigung registriert zu werden. Daraufhin versuchten Politiker, eine Schließung der Organisation zu erwirken. Diese Versuche scheiterten jedoch.
2008 organisierte KAOS GL am Internationalen Tag gegen Homophobie, Transphobie und Biphobie zusammen mit der Vereinigung Lesbian Association and Pink Life LGBTT die erste LGBT-Demonstration in der türkischen Hauptstadt Ankara.